# Marcus Thuram
Marcus Lilian Thuram-Ulien (pronunciació francesa: [maʁkys tyʁam]; nascut el 6 d'agost de 1997) és un futbolista professional francès que juga com a davanter al club de la Sèrie A de l'Inter de Milà i a la selecció francesa.
Thuram va començar la seva carrera professional a Sochaux el 2015, on va jugar tres temporades a la Ligue 2, abans de traslladar-se a l'En Avant de Guingamp el 2017, passant dos anys a la Ligue 1. Després va fitxar pel Borussia Mönchengladbach passant quatre temporades a Alemanya, abans de fitxar per l'Inter de Milà com a agent lliure el 2023, i va guanyar la Serie A en la seva primera temporada.
Thuram va fer el seu debut internacional sènior amb la selecció francesa el 2020 i va formar part dels seus equips al Campionat d'Europa de la UEFA el 2020 i el 2024, i a la Copa del Món de la FIFA 2022, acabant com a subcampió en aquest últim.

## Carrera de club

### Sochaux
Thuram va començar la seva carrera professional a Sochaux, on també va jugar a l'equip juvenil del club. Va debutar a la Ligue 2 el 20 de març de 2015 contra el Châteauroux, substituint Edouard Butin als 83 minuts de joc. Va jugar 43 partits amb el Sochaux i va marcar un gol, en una derrota per 3-1 contra el Tours el 14 d'abril de 2017.

### Guingamp
El 5 de juliol de 2017, Thuram va fitxar pel club de la Ligue 1 Guingamp per una quota no revelada. L'agost de 2018, va cridar l'atenció per jugar contra el porter del Paris Saint-Germain Gianluigi Buffon, un excompany del seu pare al Parma i la Juventus.
Thuram va marcar un penal en el temps afegit el 9 de gener de 2019 per eliminar el PSG, titular, dels quarts de final de la Copa de la Lliga, després d'haver perdut des del punt en una victòria per 2-1 al Parc des Princes. Vint dies després va aconseguir l'empat en un empat 2-2 a casa amb el Mònaco a la semifinal, i el seu intent en la tanda de penals posterior va ser salvat per Danijel Subašić, tot i que el Guingamp va passar ronda.

### Borussia Mönchengladbach

#### 2019-20: temporada de debut
El 22 de juliol de 2019, el Borussia Mönchengladbach va anunciar que havia signat Thuram amb un contracte de quatre anys. La quota de transferència pagada a Guingamp va ser de 12 milions d'euros. Se li va donar la samarreta número 10, vacant per Thorgan Hazard després del seu pas al Borussia Dortmund. Va debutar amb el Gladbach el 9 d'agost a la primera ronda de la DFB-Pokal fora a 2. El club de la Bundesliga SV Sandhausen, i va marcar l'únic gol. Va aconseguir els seus primers gols a la Bundesliga a la seva cinquena aparició el 22 de setembre, marcant tots dos gols a casa per 2-1 contra el Fortuna Düsseldorf.
El 31 de maig de 2020, Thuram va marcar dos gols en una victòria per 4-1 contra l'Union Berlin. Es va agenollar després del seu primer gol del partit i va dedicar la vaga en honor a les protestes en curs als Estats Units després de l'assassinat de George Floyd.

#### 2021–2023: temporades posteriors i classificació per a la Lliga de Campions
El 27 d'octubre de 2020, Thuram va marcar dos gols en un empat 2-2 amb el Reial Madrid a la fase de grups de la UEFA Champions League. El 19 de desembre, Thuram va ser expulsat per escopir a la cara de l'oponent Stefan Posch quan el Gladbach va caure en una derrota per 2-1 davant el Hoffenheim, i va rebre una sanció de sis partits i una multa de 40.000 euros.
Thuram no va marcar en els seus primers 15 partits de la Bundesliga de la temporada 2021-22 de la Bundesliga. Més tard va marcar només tres gols, contra Wolfsburg, Stuttgart i Greuther Fürth.
Al novembre de 2022, Thuram va aconseguir marcar 10 gols en 15 partits de la Bundesliga, en els quals va igualar la seva millor marca personal des de la temporada de debut.
L'abril de 2023, el director esportiu del Gladbach, Roland Virkus, va confirmar que Thuram abandonaria el club al final de la campanya 2022-23, després d'haver optat per no renovar el seu contracte.

### Inter de Milà
L'1 de juliol de 2023, Thuram va ser signat oficialment com a agent lliure per l'equip de la Sèrie A, Inter de Milà. El seu contracte amb el club s'allargarà fins al juny de 2028. El 3 de setembre, va marcar el seu primer gol en una victòria per 4-0 contra la Fiorentina. El 3 d'octubre, va marcar el seu primer gol a la Lliga de Campions amb el club en una victòria per 1-0 sobre el Benfica a la fase de grups, convertint-se en el tercer francès a marcar en aquesta competició per a l'Inter després de Youri Djorkaeff (1998 contra Sturm Graz) i Patrick Vieira (2006 contra el Bayern de Múnic). Va marcar 13 gols i va sumar el mateix nombre d'assisències, i l'Inter va guanyar la lliga en la seva primera temporada.

## Carrera internacional
Thuram va ser membre de la selecció de França sub-19 que va guanyar el Campionat d'Europa de la UEFA 2016. El novembre de 2020, va ser convocat per primera vegada amb l'equip sènior, abans dels partits contra Finlàndia, Portugal i Suècia. Va debutar l'11 de novembre en un amistós contra els finlandesos, derrotant-los per 2-0 a l'Estadi de França. Va ser convocat per a la UEFA Euro 2020 endarrerida el maig de 2021.
El 14 de novembre de 2022, Thuram va rebre una convocatòria tardana per a la Copa del Món de la FIFA 2022, augmentant la plantilla a 26 jugadors. A la final contra l'Argentina, ell i Randal Kolo Muani van ser substituïts per Ousmane Dembélé i Olivier Giroud amb França perdent 2-0 al minut 41. Va assistir a l'empat de Kylian Mbappé per aconseguir el 2-2 al final del temps reglamentari, i també va ser amonestat per llançar-se a l'àrea de penal; França va perdre en una tanda de penals després d'un empat 3-3. El 7 de setembre, va marcar el seu primer gol internacional en una victòria per 2-0 contra Irlanda durant la classificació per a l'Eurocopa 2024.

## Vida personal
Thuram és fill de l'antic futbolista internacional francès Lilian Thuram, i germà gran del futbolista professional Khéphren Thuram. Va néixer a la ciutat italiana de Parma mentre el seu pare jugava al club, i va rebre el nom de l'activista jamaicà Marcus Garvey. Tot i que el seu pare jugava a la Juventus i al Barcelona, de petit va donar suport al Milà i al Reial Madrid. Thuram és d'ascendència guadalupea a través del seu pare.

## Palmarès
Guingamp
- Subcampió de la Copa de la Lliga: 2018–19[35]

Inter de Milà
- Sèrie A: 2023–24[36]
- Supercoppa Italiana: 2023[37]

França sub-19
- Campionat d'Europa sub-19 de la UEFA: 2016[38]

França
- Copa del Món de la FIFA: subcampió: 2022[39]

Individual
- Novetat del mes de la Bundesliga: setembre de 2019, octubre de 2019 i novembre de 2019[40]
- Gol del mes de la Sèrie A: setembre de 2023[41]